# Wolni
Wolni – występujący w Prusach stan pośredni między szlachtą a chłopami.
Powstał z osadników, którzy nie uzyskali uznania swoich praw szlacheckich, otrzymali natomiast indywidualne przywileje wywodzące się z prawa chełmińskiego. Początkowo nadania na prawie pruskim nadawano Prusom. Wolni pruscy otrzymywali swoje ziemie uwolnione od dziesięciny i szarwarku, mogli swoje ziemie swobodnie sprzedać i dziedziczyć, jednak do sprzedaży niezbędna był zgoda panującego zwierzchnika w państwie zakonnym. Powinnością wolnych była służba zbrojna na rzecz zakonu krzyżackiego (najczęściej konno w lekkiej zbroi). W późniejszych czasach, już od XVI w. wolni zmuszani byli do pańszczyzny, co było przyczyną wnoszonych skarg i protestów z powołaniem się na wcześniej uzyskane przywileje. 
Wolni posiadali większe gospodarstwa od chłopskich, tworzyli często całe wsie zobowiązane do służby wojskowej. Także osadzonej w Prusach szlachcie mazowieckiej nadawano z reguły tylko status wolnych. Wolni pruscy rekrutowali się także z ludności pruskiej, zwłaszcza z Prusów z Pomezanii, którzy nie przystąpili do powstania Prusów.
W języku staropolskim "wolni" odpowiadają określeniu "ziemianie".